# Basketaan
Basketaan is een polycyclische organische verbinding met als brutoformule {\displaystyle {\ce {C10H12}}}. De officiële IUPAC-naam luidt: pentacyclo[4.4.0.02,5.03,8.04,7]decaan. De triviale naam basketaan werd afgeleid van het Engelse basket, dat mand of korf betekent. Dit verwijst naar de ongewone vorm van de verbinding. Door de sterke afbuiging van de bindende atoomorbitalen, bezit de verbinding een grote ringspanning.
Basketaan werd in 1966 voor het eerst gesynthetiseerd, en dit onafhankelijk door Dauben & Whalen en Masamune.